# Joseph Desha
Joseph Desha (9 de dezembro de 1768-11 de outubro de 1842) foi um político e militar dos Estados Unidos, que foi o 9.º governador do estado americano de Kentucky e representou o estado na câmara de representantes dos EUA.
Após a revogação do Édito de Nantes, os calvinistas da família Desha fugiram da França para a Pensilvânia, onde nasceu o Joseph Desha. A Família Desha instalou-se em Gallatin, atualmente Tennessee, onde eles estavam envolvidos em muitos combates com os índios. Dois irmãos do Desha foram mortos nestes confrontos, o que motivou a voluntariar-se para a campanha de "Mad" Anthony Wayne na guerra aos índios do noroeste. Então mudaram-se para o Condado de Mason, no Kentucky, Desha aproveitou seu prestígio militar em vários mandatos na Assembleia Legislativa do estado.
Em 1807, Desha foi eleito para o primeiro de seis mandatos consecutivos na Câmara dos Representantes dos EUA. Um Democrata-Republicano, ele foi considerado um "falcão de guerra" (belicista) apoiando a guerra de 1812. Em 1813 ele se ofereceu para servir na guerra e comandou uma divisão na Batalha do Tâmisa. Retornando ao Congresso após a guerra, ele foi o único membro da delegação do Congresso do Kentucky para opor-se ao impopular Compensation Act of 1816, um voto que ajudou a manter seu lugar na casa quando quase todos os outros membros da delegação foram derrotados à reeleição. Ele não procurou a reeleição em 1818 e entrou em uma disputa  mal sucedida para governador em 1820, perdendo para John Adair. Por volta de 1824, o pânico de 1819 havia destruído a economia do Kentucky, então Desha fez uma segunda campanha para o governo quase exclusivamente em promessas de alívio para o segmento de grandes devedores do estado. Ele foi eleito por ampla maioria e os partidários de alívio da dívida obtiveram duas câmaras na Assembleia Geral. Depois que o Tribunal de Apelações do Kentucky anulou a lei de alívio de dívida favorecida por Desha e a maioria do poder legislativo, estes aboliram o tribunal e criaram um novo Tribunal de substituição, ao qual Desha encaminhou as dívidas de vários partidários do alívio. O Tribunal de justiça existente se recusou a reconhecer a legitimidade do movimento e este período ficou conhecido pela controvérsia da "antiga corte" versus "nova corte", em que havia dois tribunais de última instância coexistindo no estado.
Embora popular quando eleito, Desha viu sua reputação danificada por duas controvérsias durante o seu mandato. O primeiro foi seu papel na expulsão de Horace Holley como Presidente da Universidade da Transilvânia. Enquanto os conservadores religiosos participantes da Universidade se opunham a Holley por ser considerado por eles demasiado liberal, os opositores do Desha baseavam-se principalmente na amizade de Holley com Henry Clay, um dos inimigos políticos de Desha. Depois Desha atacou duramente Holley durante um discurso no legislativo, então no final de 1825 Holley renunciou. A reputação de Desha foi maculada ainda mais depois que seu filho, Isaac, foi acusado de assassinato. Parcialmente devido à influência do Desha como governador, foram derrubados dois vereditos de culpado. Depois seu filho sem sucesso tentou suicídio enquanto aguardava um terceiro julgamento, então o governador Desha emitiu polêmico perdão para seu filho. Essas controvérsias, juntamente com uma economia melhorando impeliu os inimigos políticos de Desha à vitória nas eleições legislativas de 1825 e 1826. Eles aboliram o chamado "Tribunal de Desha" e derrubaram o veto de Desha, pondo fim a controvérsia judicial. Em um último ato de rebeldia, Desha ameaçou resistir a tomada de posse de seu sucessor Nacional Republicano Thomas Metcalfe ao governo, recusando-se a desocupar a mansão de governo, apesar disso ele finalmente concordou sair sem incidentes. Ao término de seu mandato, ele se retirou da vida pública e, finalmente, morreu na casa de seu filho em Georgetown no Kentucky, em 11 de outubro de 1842.

## Vida e carreira
Joseph Desha filho de Robert e Eleanor (Wheeler) Desha nasceu no Condado de Monroe na Pensilvânia em 9 de dezembro de 1768. Ele era de ascendência de huguenotes franceses e seus antepassados fugiram da França para a Pensilvânia após a revogação do Édito de Nantes, que tinha fornecido muitas proteções aos Huguenotes contra a perseguição religiosa. Ele obteve uma educação limitada em escolas rurais do estado. Em julho de 1781 a família de Desha mudou-se para o Condado de Fayette no Kentucky e no ano seguinte estabeleceram-se no que era então conhecido como distrito de Cumberland, perto da atual cidade de Gallatin, Tennessee. O irmão de Desha, Robert, mais tarde representaria Tennessee na Câmara dos representantes dos EUA.
Como a maioria dos colonos da fronteira, a família de Desha frequentemente encontrou-se em conflito com os índios depois de se mudar para Tennessee, então com idades de 15 e 22, os Desha foram voluntários em várias campanhas militares contra eles. Em uma dessas campanhas dois irmãos foram mortos enquanto lutavam ao lado dele. Após a guerra, Desha viveu com William Whitley na cidade de Crab Orchard, Kentucky. Mas casou-se com Margaret "Peggy" Bledsoe, em Dezembro de 1789. O casal teve treze crianças ao longo de seu casamento. Em 1792 a família mudou-se para o Condado de Mason no Kentucky, onde Desha trabalhou como agricultor. Em 1794 ele serviu na guerra aos índios do noroeste, sob o comando do tenente William Henry Harrison. Ele participou na vitória do general "Mad" Anthony Wayne contra os índios na batalha de Fallen Timbers 20 de agosto de 1794.
Desha entrou na política em 1797, quando foi eleito como um Democrata-Republicano para a casa dos representantes do Kentucky. Ele presidiu o Comitê geral da câmara onde debateu as resoluções de Kentucky em 1798. Ele novamente exerceu mandado na câmara de 1799 a 1802 e foi eleito para o Senado de Kentucky de 1802 a 1807. Ele também continuou a servir na milícia do estado durante sua carreira legislativa. Em 23 de Janeiro de 1798, foi nomeado como um major do 29º Regimento. Ele foi promovido a coronel em 23 de março de 1799 e em 5 de setembro de 1805, foi promovido a brigadeiro-general e recebeu o comando da 7ª Brigada da milícia de Kentucky. Em 24 de dezembro de 1806 tornou-se major-general, permanecendo na 7ª Brigada.

## Atuação na câmara e na guerra de 1812
Desha foi eleito sem oposição para o primeiro de seis mandatos consecutivos na Câmara dos representantes dos EUA em 1807. Embora fosse conhecido como um orador capaz, ele preferia não falar muitas vezes, alegando que era melhor "pensar muito e falar pouco". Ele se opôs à renovação da carta do First Bank of the United States (banco público), porque a maioria dos investidores do banco eram estrangeiros. Especificamente, ele estava preocupado sobre o fato do rei Jorge III da Grã-Bretanha ser um dos principais acionistas (Muitos acreditaram que o monarca britânico foi à beira da loucura neste momento). A carta do banco, de toda forma não foi renovada em 1811.

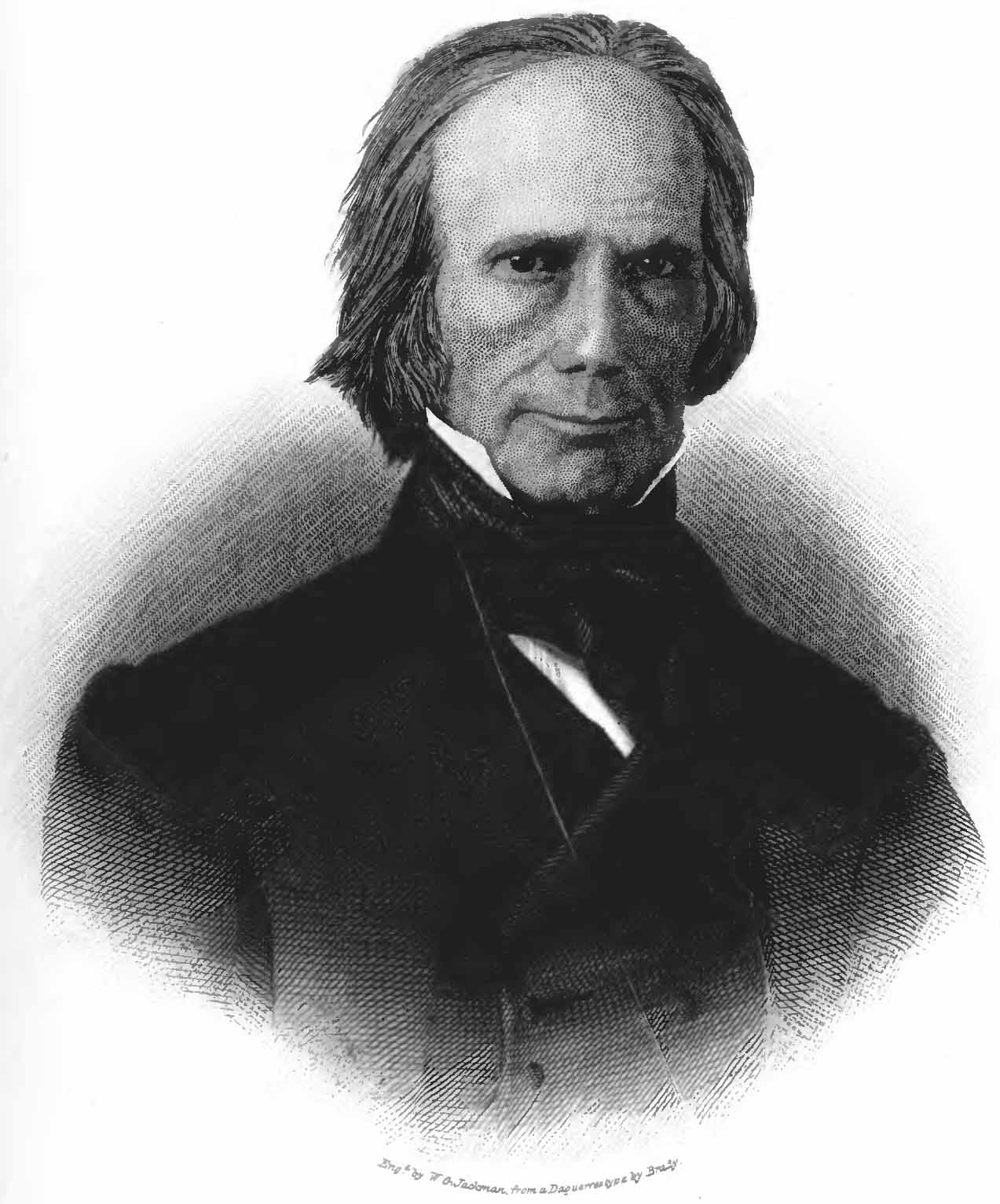
Henry Clay, líder "Falcões de guerra" na câmara

No início de sua carreira Desha defendeu um exército adequado para defender o território americano da Grã-Bretanha e da França. Apoiou o Presidente Thomas Jefferson para o ato de Embargo de 1807 (embargo contra a França e Grã-Brtenha nas guerras napoleônicas) e a aplicação da legislação e medidas afins. Ele foi considerado um falcão de guerra (belicista) e então o presidente da câmara Henry Clay, seu companheiro de Kentucky e um dos falcões de guerra na câmara, selecionou ele para participar do Comitê de relações exteriores da câmara durante o 12º Congresso (1811–1813). Coerente com expectativas de Clay, Desha consistentemente apoiou as medidas de guerra trazidas perante a câmara, incluindo as verbas para armar os navios mercantes, aumentar o número de tropas regulares no exército dos EUA e autorizar o Presidente James Madison para aceitar o corpo de voluntários para o serviço militar. Em 4 de junho de 1812, oficialmente ele votou a favor de uma declaração de guerra à Grã-Bretanha, iniciando a guerra de 1812.
Desha voltou para o Kentucky após os mandatos no Congresso. Ele respondeu ao apelo do governador Isaac Shelby em ser voluntário na campanha de William Henry Harrison no Canadá. Ele foi designado major-general e recebeu o comando da 2ª divisão da milícia de Kentucky. Uma divisão de 3 500 membros, composta da 2ª e 5ª brigadas e do 11º Regimento, montada no Ohio River em Newport no Kentucky. Eles se juntaram a Harrison para forçar a retirada britânica de Detroit e dos índios aliados dos britânicos fora de seu flanco esquerdo durante a vitória americana na 5 de outubro de 1813, na Batalha do Tâmisa. Segundo a historiadora Bennett H. Young um velho amigo do Desha, William Whitley, teve uma premonição de sua morte, na noite anterior da batalha e deu seu rifle e seu porta-pólvora para Desha, pedindo-lhe para comunicar à sua viúva, juntamente com uma mensagem de seu afeto. Whitley na verdade foi morto em combate no dia seguinte.
Desha retomou suas atividades no Congresso em seu próximo mandato. Ele estava desapontado com a decisão de não prosseguir a anexação do Canadá superior e ignorar o recrutamento forçado britânico dos marinheiros americanos em favor da paz com os britânicos. Em última análise, ele estava insatisfeito com o Tratado de Ghent que pôs fim à guerra. No rescaldo da guerra, ele se opôs à solicitação do Secretário de guerra James Monroe para manter um exército em tempo de paz de 20 000 homens. Desha argumentou que um grande exército permanente patrocinado pelo governo geral era uma desculpa para aumentar impostos. Propunha que o exército tivesse apenas 6 000 homens. Ao final o Congresso comprometeu-se e aprovou um exército de 10 000 homens.
Durante o 14º Congresso (1815–1817) ele foi o único membro da delegação do Congresso do Kentucky para opor-se a lei de compensação de 1816. O ato, patrocinado pelo colega Kentuckiniano Richard Mentor Johnson, modificava a compensação do Congresso, pagando a cada membro um simples salário de $ 1 500 por ano em vez de um $ 6 por dia proposto ao Congresso naquela sessão. A medida mostrou-se extremamente impopular com o eleitorado. Cada membro da delegação de Kentucky que votou para o projeto de lei, com exceção de Johnson e Henry Clay, que eram ambos extremamente populares, perdeu sua vaga no Congresso, ou por terem sido derrotados ou nem concorrerem.
Desha serviu como Presidente da Comissão de gastos públicos durante o 15.º Congresso (1817-1819). No total Desha exerceu mandatos na câmara a partir de 4 de março de 1807 até 3 de março de 1819, mas não se candidatou em 1818 para mais outro mandato.

## Eleição para governador de 1820

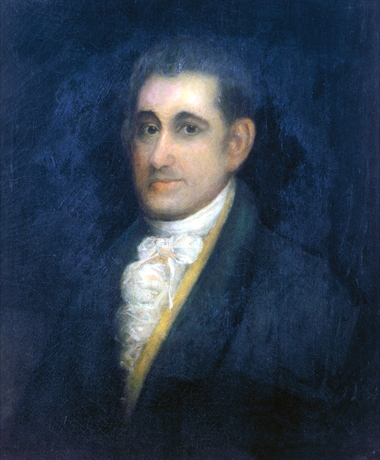
John Adair derrotou Desha na disputa para governador de 1820

Desha foi um dos quatro candidatos que concorreram ao governo de Kentucky em 1820. No rescaldo do pânico de 1819, a primeira grande crise financeira na história dos Estados Unidos, o principal problema discutido na campanha foi o alívio da dívida. A sessional do governador Gabriel Slaughter pressionava por medidas favoráveis para o segmento de grandes devedores do Estado, para impor punições particularmente contra as agências do 2.º banco dos Estados Unidos em Louisville e de Lexington. O Second Party System (sistema de partido do período de 1828 a 1854) ainda não estava desenvolvido, mas mesmo assim havia duas facções opostas que surgiram em torno da questão do alívio da dívida. O primeiro, composto principalmente de especuladores que utilizaram grandes parcelas de crédito e foram incapazes de pagar suas dívidas devido a crise financeira, foi apelidado o "partido do alívio ou facção" e favorável a legislação mais amena para os devedores. Se opuseram a eles o "Anti-Relief partido ou facção". Este composto principalmente da aristocracia do Estado, muitos dos quais eram credores dos especuladores de terras e exigiram que seus contratos fossem respeitados sem interferência do governo. Eles alegaram que nenhuma intervenção do governo poderia efetivamente ajudar os devedores e quem tentasse fazê-lo só iria prolongar a depressão econômica.
Embora Desha fosse claramente alinhado com a facção de alívio, o líder da facção foi John Adair, um veterano da guerra de 1812, cuja popularidade foi aumentada por causa de sua defesa pública dos Kentuckinianos que combateram ao seu lado na batalha de New Orleans, contra as acusações de covardia por Andrew Jackson. Adair ganhou a eleição com estreita margem de votos, fazendo 20.493 votos, superando os 19 947 votos de William Logan, 12 418 votos de Desha e 9 567 votos de Anthony Butler. Os partidários do alívio também garantiram o controle das duas câmaras na assembleia geral de Kentucky. Muitas leis e medidas de alívio da dívida foram aprovadas durante o mandato do Adair, mas como seu mandato se aproximava do fim, o Tribunal de Apelações do Kentucky revogou as legislações como inconstitucionais, garantindo que a dívida fosse novamente a questão central na próxima eleição para governador.

## Eleição para governador de 1824
Com Adair constitucionalmente inelegível para buscar um segundo mandato consecutivo, Desha foi o primeiro candidato a declarar publicamente sua intenção de eleger-se governador em 1824. Ele começou sua campanha no final de 1823 e enfrentou pouca oposição até Christopher Tompkins declarar sua candidatura em maio de 1824. Tompkins era um juiz pouco conhecido do Condado de Bourbon que veementemente manteve os princípios da "facção Anti-Relief". O coronel William Russell, um militar veterano de 50 anos, também tentou obter votos da facção Anti-Relief. Embora não tão eloquente ou bem versado na retórica de sua facção, era firme em suas posturas, o que proporcionou alguns inimigos políticos, bem como a sua carreira militar trouxe-lhe grande respeito entre o eleitorado.
Enquanto Tompkins e seus partidários faziam campanha principalmente através de jornais do Estado, a maioria dos quais com suporte da facção Anti-Relief, Desha viajou o estado fazendo discursos de palanque. Sem oferecer uma plataforma específica, ele se concentrou exclusivamente na ideia da qual ele se opôs a "usurpação judicial" e afirmando que "todo poder pertence ao povo". Geralmente reconhecido como o candidato do "partido de alívio", o historiador Arndt M. Stickles refere que Desha, no entanto, utilizou discurso "Anti-Relief" em alguns municípios. Ele atacou o histórico de Tompkins como juiz, alegando que ele apoiou consistentemente o 2º banco dos Estados Unidos e a oficial Corte de Apelações. Isto, nos dizeres de Desha, colocaria em oposição direta e aberta aos agricultores do Estado e garantiu que, se ele fosse eleito, o estado seria governado pelo poder judiciário, não pelo governador. Desha alegava que jornais do estado perseguiam ele da mesma forma que o Partido Anti-Relief perseguia os devedores. Ele também colocou que Tompkins não era a verdadeira escolha da facção Anti-Relief, mas só ganhou seu apoio por ser o primeiro candidato com essa posição a anunciar sua candidatura. Os apoiadores de Russell, que estava em um distante terceiro lugar no apoio dos eleitores, concordaram com essa afirmação, dizendo que Tompkins tinha antecipado o anúncio de sua candidatura antes da data previamente acordada entre os "Anti-Relief" candidatos, dando-lhe uma vantagem injusta sobre Russell.
Os partidários do "Anti-Relief" abriram muitas linhas de ataque contra Desha. Eles disseram que sua recusa para articular uma plataforma de campanha específica mostrou que ele estava tentando ser todas as coisas para todas as pessoas. Eles desdenhavam de seu registro militar, alegando que somente ofereceu-se para a guerra de 1812 após ser prometido o comando de uma divisão, que resistiu lutar e desanimou general Harrison de perseguir os britânicos e índios, bem como ter ele cobrado despesas excessivas ao governo após a guerra. A carreira legislativa de Desha também foi objeto de revisão e ataque. Os partidários Anti-Relief alegaram que ele tinha abraçado determinadas posições para o único propósito de colocar interesses agrários do Estado contra a aristocracia. Diziam que apesar de ele ter votado contra a lei de compensação de 1816, ele secretamente havia favorecido e trabalhado pela aprovação. Em contraste com sua retórica em favor de um exército e marinha fortes e bem equipados, os adversários alegavam que ele havia, na verdade, votado contra aumento do orçamento militar. Como mais uma prova da sua falta de confiabilidade, eles apontaram seu voto para William H. Crawford, para designar como um eleitor presidencial em 1816, apesar dos Kentuckinianos terem sido quase unânimes em seu apoio de James Monroe.
Embora Desha fosse universalmente reconhecido como o principal candidato durante os primeiros meses da campanha, com o dia da eleição se aproximando, alguns começaram a duvidar se ele suportariar os ataques fulminantes do Partido Anti-Relief. O Argus de Frankfort, um jornal pró-Desha, permaneceu confiante, também previam que o candidato do "alívio" iria ganhar por uma margem de 4 para 1. No dia da eleição, Desha garantiu uma vitória confortável, 38.378 votos, cerca de 60% dos votos e obtendo grandes maiorias mesmo em alguns condados fortemente Anti-Relief. Tompkins recebeu 22.499 votos, com seu apoio concentrado principalmente na região Central do Kentucky. Russell terminou em terceiro com 3 900 votos. Desha e seus aliados na Assembleia Geral interpretaram a vitória como uma ordem dos eleitores para rigorosamente cumprirem o programa de alívio da dívida.

## Governador de Kentucky

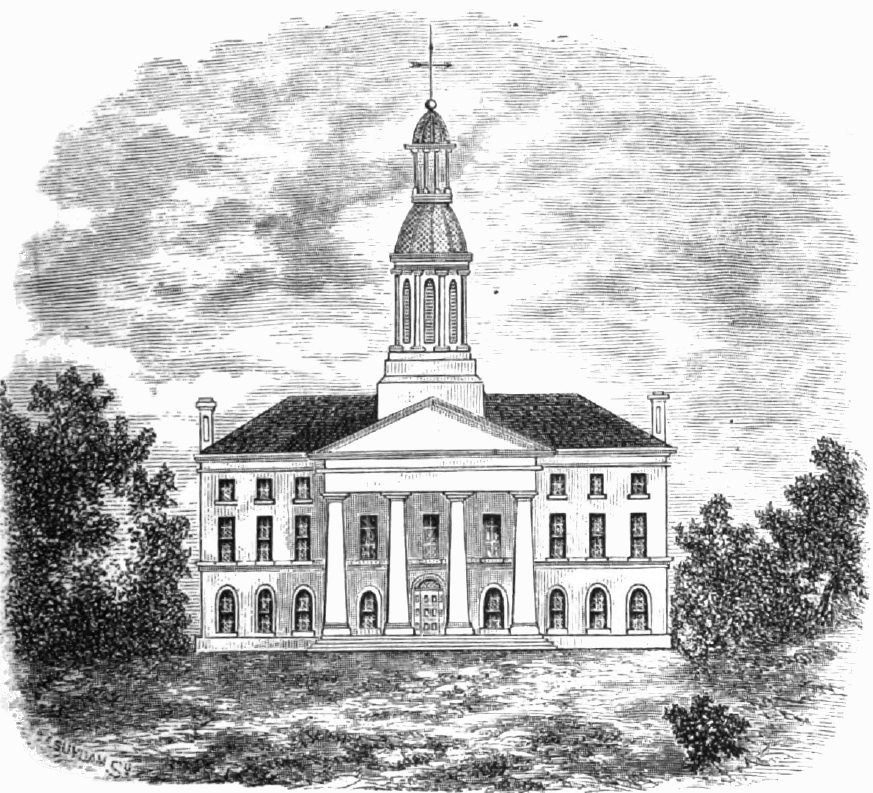
O Capitólio do Estado foi destruído pelo fogo logo após a eleição do Desha

No dia 4 de novembro de 1824, apenas alguns meses após a eleição, o Capitólio do Estado foi destruído por um incêndio. Alguns registros e mobiliário foram salvos, mas a construção com apenas quatro anos foi totalmente perdida. Quando o Marquês de Lafayette percorreu os Estados Unidos em 1825, um novo Capitólio ainda não tinha sido construído e a mansão do governador era demasiado pequena para acolher uma boa recepção, então o governador teve de entreter o dignitário na taverna Weisiger.
As grandes realizações de Desha como governador foram na área de obras públicas. Em 1825 ele convenceu o legislativo para financiar a criação do canal entre Louisville e Portland nas cataratas de Ohio. O canal aberto em 1830 provou ser muito lucrativo, tanto que Desha lamentou o fato de que o estado havia dividido com os investidores privados os custos do projeto e, consequentemente, seus lucros, com o governo federal. Ele também instou investimentos do estado em uma estrada ligando Maysville e Louisville através de Lexington. Ele defendia o uso do excedente das verbas destinas para educação para construir estradas de superfície calçada no estado, mas a Assembleia Geral foi menos sensível a esta sugestão.

### Controvérsia do Antigo Tribunal com o Novo Tribunal
O historiador de Kentucky Thomas D. Clark escreveu que Desha "fez uma erupção de promessas de aliviar a multidão de eleitores quebrados... promessas que tinha para oferecer". Seu primeiro discurso para a assembleia legislativa foi crítico ao poder judiciário, em geral, especialmente do Supremo Tribunal em sua recente decisão no caso Grenn versus Biddle, que decidiu que os reclames de terra concedidos pela Virgínia no distrito de Kentucky antes que esse se desmembrasse como estado, teriam precedência sobre os posteriores concedidos pelo Estado de Kentucky se os dois estivessem em conflito. Incentivado pela postura forte do Desha contra o judiciário, partidários do alívio decidiram pela remoção de juízes no Tribunal de Justiça que anteriormente haviam atingido sua legislação de alívio da dívida. A primeira medida punitiva proposta aos ofenssivos juízes foi reduzir seus salários para 25 centavos de dólar por ano, mas este caminho foi rapidamente abandonado. Em seguida, os legisladores tentaram remover os juízes por impeachment, mas descobriram que eles não tinham a maioria necessária de dois terços em ambas as casas para efetuar isto.
Finalmente em 9 de dezembro de 1824, o Senado de Kentucky aprovou uma medida que revogava a legislação que criou o Tribunal de Apelações do Kentucky e estabelecia um novo Tribunal de última instância no estado. O projeto de lei foi enviado para a câmara e um vigoroso debate seguiu-se em 23 de Dezembro. Durante o debate, que continuou após a meia-noite, Desha compareceu até a câmara para pressionar os legisladores para apoiar o projeto, levantando as questões encerrou o debate, que foi, nas palavras do historiador de Kentucky Lowell H. Harrison, uma "flagrante violação das regras da casa". A Câmara aprovou o projeto de lei por um votação resultante de 54 favoráveis e 43 contra, então Desha assinou imediatamente.

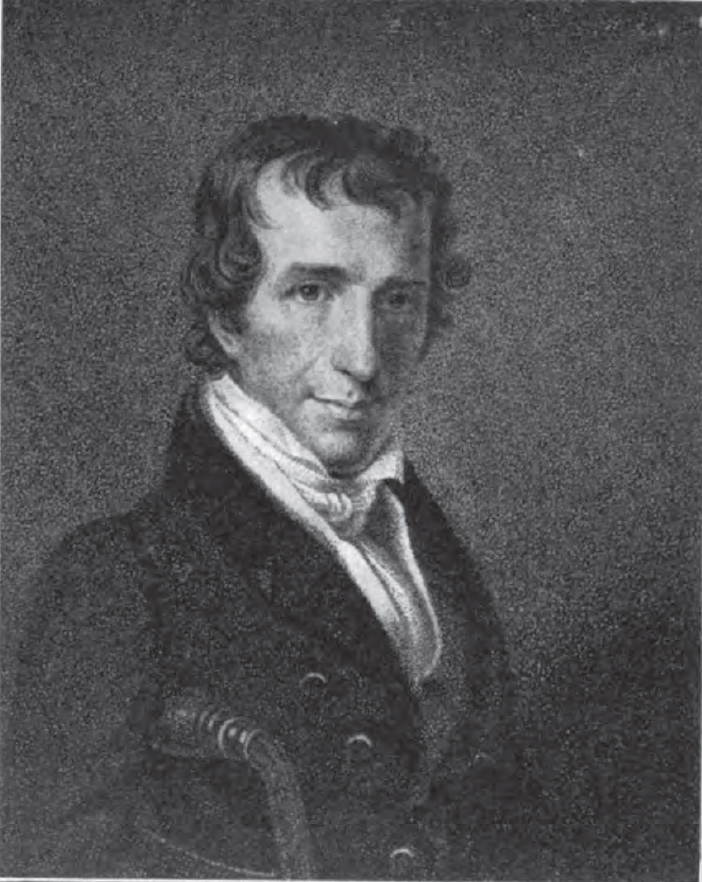
Secretário de Estado William T. Barry foi escolha do Desha para chefe de Justiça do Novo Tribunal de Justiça

Em 10 de Janeiro de 1825, Desha nomeou quatro juízes para o "novo tribunal". Ele escolheu seu Secretário de estado, ex senador William T. Barry, como chefe de Justiça. Os outros três membros foram  James Haggin advogado em Lexington, o juiz John Trimble (irmão de Robert Trimble do Supremo Tribunal de Justiça) e Benjamin Patton. Do "novo tribunal", chamado pelos detratores como o "Tribunal Desha", Stickles comentou que apenas Barry "parece ter sido o único que tinha em conta, pois demonstrou experiência, prestígio e capacidade para classificar-se como jurista comparado aos juízes do "velho tribunal". Achilles Sneed, Secretário do "antigo tribunal", recusou entregar registros do Tribunal para Francis P. Blair, Secretário de Justiça da nova corte, então Blair assumiu o encargo dos registros pela força e Sneed foi multado em 10 libras por desrespeito ao Tribunal por causa de sua recusa em cooperar. O "velho tribunal" continuou a ouvir casos em uma Igreja de Frankfort, enquanto o novo Tribunal de Justiça ocupou as câmaras do Tribunal oficial. Nenhum reconheceu ao outro entre os dois tribunais e  ambos alegaram ser o legítimo Tribunal de última instância no estado. A maioria de advogados e juízes do Estado eram partidários do "antigo tribunal" e continuaram a atuar perante ele e cumprir seus mandatos, mas outros decidiram reconhecer o novo tribunal como legítimo.
Embora Desha e toda a sua administração fizessem campanha em nome de candidatos do novo tribunal durante as eleições legislativas de 1825, partidários do antigo Tribunal recuperaram a câmara do estado e dividiram uniformemente o Senado entre os simpatizantes do antigo e do novo Tribunal. Em mensagem de Desha à assembleia geral recém-reconstituídas permaneceu criticando os bancos e o judiciário, mas instou os legisladores a procurar um compromisso para resolver a questão dos Tribunais. O historiador Stickles registra que Desha foi sincero em seu desejo de um compromisso, embora desejasse salvar a face para o novo partido do tribunal. Ele prometeu que, se o legislador iria novamente autorizar a nomeação de um novo conjunto de juízes, iria nomear-lhes igualmente de ambas as partes. Um outro plano seria expandirem o Tribunal para seis juízes, com três nomeados de cada partido. Um legislador propôs que todos os membros de ambos os tribunais se demitissem conjuntamente com todos os legisladores na assembleia geral, essencialmente para permitir que o governo do estado de Desha e de seu vice Robert B. McAfee pudessem redefini-lo. Este projeto de lei aprovado pela Câmara, mas não passou pelo Senado. A Câmara aprovou uma medida para restaurar o antigo Tribunal, mas o Senado empatou em um impasse sobre a medida e então McAfee, que presidia o Senado, emitiu voto de desempate para derrotá-lo.
Em 1826 o clima econômico do Estado tinha melhorado significativamente. Viu-se o aumento ao suporte do antigo do Tribunal,  então dois dentre os quatro juízes do novo tribunal renunciaram. Desha ofereceu para nomeação três nomes, os quais ignoraram ou rejeitaram. John Telemachus Johnson finalmente aceitou a nomeação, em abril de 1826, então o novo tribunal de Justiça reuniu-se com apenas três juízes durante o seu mandato de 1826. Nas eleições de agosto de 1826, os partidários do antigo Tribunal  ganharam por maioria de 56 contra 44 na câmara e de 22 contra 16 no Senado. Desha novamente incentivou aos legisladores um compromisso para resolver o impasse do Tribunal. As maiorias da velha corte em ambas as casas, entretanto, repudiaram completamente o novo tribunal, aprovando  um projeto de lei para restaurar o antigo Tribunal e revogar toda a legislação relacionada ao novo tribunal. Desha vetou o projeto de lei e repreendeu os legisladores por aprovarem um projeto de lei flagrantemente partidário em oposição a uma medida conciliatória. A assembleia geral cancelou o veto do Desha em 1º de Janeiro de 1827. Em um movimento conciliatório, o Senado confirmou a nomeação do Desha de George M. Bibb, um partidário do novo tribunal, para uma posição na velha corte restabelecida após a renúncia de John Boyle para aceitar um Juizado federal em novembro de 1826.

### Perdão de Isaac Desha

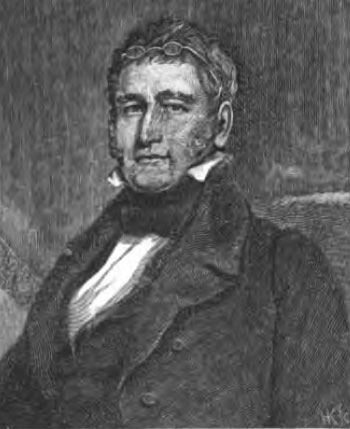
Senador John Rowan defendeu o filho de Desha durante seu julgamento por homicídio

A reputação do governador Desha também foi manchada por causa de um perdão emitido para seu filho. Em 2 de novembro de 1824, Isaac B. Desha tinha brutalmente assassinado Francisco Baker, um Mississippiano que estava visitando o Kentucky. Em 24 de novembro de 1824, John Rowan, um dos aliados do governador na assembleia geral, submeteu uma legislação ordenando que a Corte do Condado de Fleming convocasse uma sessão especial em 17 de Janeiro de 1825, para proporcionar ao Isaac Desha optar por ser julgado no Condado de Harrison naquele momento. Distando milhas da cena do crime, o Condado de Harrison havia sido residência do governador, nele possuía uma grande influência com os funcionários de lá. O governador Desha apareceu perante a Comissão legislativa, tendo em conta o projeto de lei do dia 26 de novembro e pediu que eles relatassem favoravelmente a lei por completo. Isto foi feito, sendo o projeto de lei provado em 4 de dezembro de 1824.
Em seu julgamento em Dezembro, Isaac Desha solicitou a mudança de local, então o caso foi transferido para o Condado de Harrison e previsto para o início de janeiro. John Trimble foi nomeado para ouvir o caso, mas o governador Desha nomeou-o para o "novo tribunal" de Apelações após a "abolição" do antigo Tribunal de Justiça no final de 1824. Trimble, pessoalmente, convidou ao juiz George Shannon de Lexington para julgar o caso. O governador Desha montou uma equipe de defesa formidável para seu filho, incluindo seu recém-nomeado Secretário de estado, William T. Barry; John Rowan, que havia recentemente sido eleito para o Senado; os antigos congressistas William Brown e T. P. Taul. Também William K. Wall e o futuro congressista John Chambers, procuradores da República para os condados de Harrison e Fleming, respectivamente, colaboraram com advogado Martin P. Marshall para julgar o caso. O governador Desha assistiu cada dia do processo, sentado com o advogado de defesa.
Apesar dos melhores esforços de seu pai para escolher um local favorável, do juiz e da equipe de defesa, em 31 de Janeiro de 1825, o júri condenou Isaac Desha por assassinato com pena de enforcamento. Rowan imediatamente solicitou um novo julgamento alegando interferência sobre os jurados e Shannon deferiu o pedido em 10 de fevereiro. A seleção de jurados era problemática, ocupando nomes por pelo menos quatro mandatos da Corte do Condado de Harrison. Em setembro de 1825, um júri foi finalmente composto. O juiz Harry O. Brown, tinha sido temporariamente nomeado para sua posição pelo governador Desha para preencher a vaga. Isaac Desha novamente foi considerado culpado e condenado ao enforcamento em 14 de julho de 1826. O juiz Brown derrubou o veredito porque o ministério público não tinha provado que o assassinato ocorreu no Condado de Fleming, como alegado na acusação contra o réu. O promotor alegou que isto era irrelevante, uma vez que já tinha sido concedida uma mudança de local, mas a decisão judicial foi mantida, então a reputação do governador Desha foi ainda mais abalada.
Em julho de 1826, Isaac Desha, livre sob fiança enquanto aguardava um terceiro julgamento e, aparentemente, em um estado altamente embriagado, tentou suicídio, cortando sua garganta. Os médicos salvaram sua vida, reconectando sua traqueia cortada com um tubo de prata. Ele se recuperou e em junho de 1827, enfrentou um terceiro julgamento. Durante o período de Junho no Tribunal de Justiça, os advogados de Desha usaram uma série de artifícios de preferências para novamente impedir que fosse composto um novo júri do Tribunal. O juiz ordenou que ele ficasse detido sem direito a fiança até a próxima sessão do Tribunal, mas Desha como governador, que estava acompanhando o processo, assim manteve-se e emitiu um perdão para seu filho, criticando o juiz em um longo discurso de improviso. Alguns tem em conta que o governador demitiu-se imediatamente após a concessão do perdão, mas os registros oficiais não confirmam tais medidas.
Após sua libertação, Isaac Desha sob um pseudônimo viajou para o Texas, onde roubou e matou outro homem. Ele foi identificado com base na semelhança de família e o tubo de prateado que anteriormente tinha salvo sua vida. Depois de ser preso, ele confessou ambos os assassinatos. Ele morreu de uma febre desconhecida no dia anterior ao seu julgamento em agosto de 1828.

### Conflito com Horace Holley

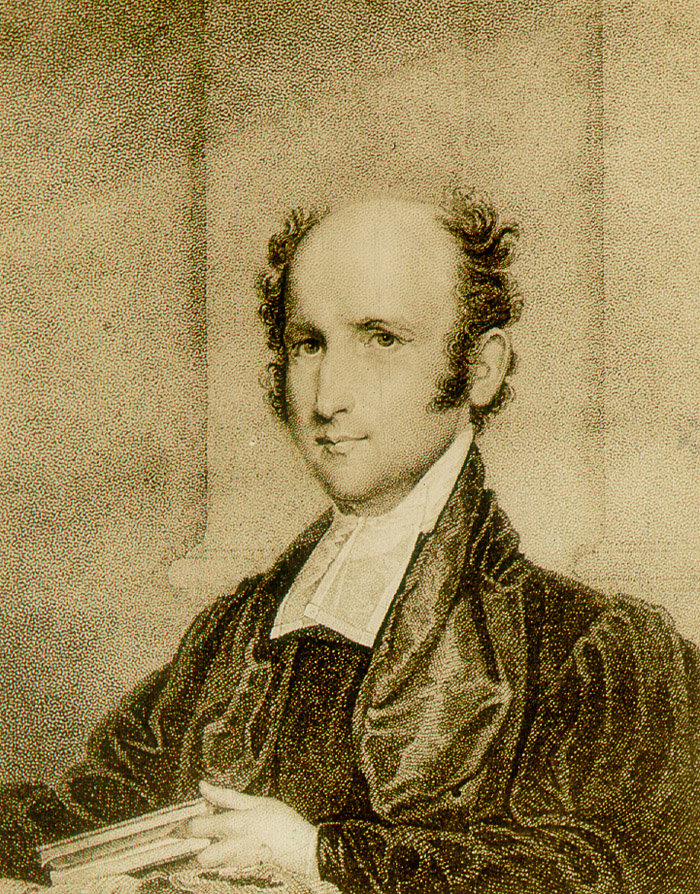
Horace Holley demitiu-se da Presidência da Universidade da Transilvânia em grande parte por causa das acusações de Desha contra ele

Outra questão durante o mandato do Desha foi a atuação de Horace Holley como Presidente da Universidade da Transilvânia. Até que Holley assumisse o cargo de Presidente em 1818, a Universidade tinha proeminência nacional e atraiu professores bem qualificados e respeitados como Constantine Samuel Rafinesque, Daniel Drake, Charles Caldwell, William T. Barry e Jesse Bledsoe. No entanto, o unitarista (movimento religioso) de New England foi demasiado liberal para os gostos de muitos em Kentucky. Muitos chamavam Holley de infiel e apontavam ele como bebedor e jogador. Foi criticado por passar o tempo nas corridas de cavalo e por mobiliar sua casa com estátuas clássicas nuas.
Desha foi envolvido na controvérsia Holley durante a eleição presidencial de 1824. Quando nenhum candidato alcançou a maioria dos votos eleitorais, o pleito foi resolvido pela Câmara dos representantes. Desha e os partidários do novo Tribunal na assembleia geral instruíram a delegação do Congresso do estado para votarem em Andrew Jackson, mas a delegação, chefiada pelo presidente da câmara Henry Clay, desafiou a estas instruções e votou em John Quincy Adams. Por causa da votação, Clay, um fiador da Transilvânia e simpatizante de Holley, tornou-se inimigo político de Desha. A hostilidade de Desha, Transilvânia e Holley piorou quando, na sequência do julgamento de Isaac Desha, um estudante na Transilvânia fez um discurso crítico ao governador na Capela da Universidade. Embora Holley estivesse presente no discurso, o historiador de Transylvania John D. Wright, Jr. escreveu que ele não sabia o tópico do aluno antes e depois de ouvir o discurso, não fez nenhum esforço para amenizar o seu conteúdo. Era prática de Holley, no entanto, permitir aos alunos falarem abertamente sobre questões políticas atuais, independentemente de qual a posição tomada. Desha afirmou que, porque Holley não havia calado o aluno, ele foi o culpado da apologia tacitamente desrespeitosa em uma crítica ao chefe do Executivo do estado.
Desha veementemente atacou a Transilvânia e Holley em sua mensagem anual à Assembleia Geral em novembro de 1825. Ele afirmou que a Universidade não fez uso sábio de financiamento público atribuído pelo Assembleias anteriores, observando em particular que salário de Holley como Presidente excedia o seu de governador. Finalmente, Desha alegou que sob Holley, a Transilvânia tornou-se demasiado elitista e não poderia ser diferente, dado o alto custo de atendimento. Holley, que tinha viajado para Frankfort para falar com Desha e o legislativo, estava presente ao discurso do Desha. Mais tarde, em vez disso decidiu retornar a Lexington e apresentar a sua demissão. Simpáticos membros do Conselho Deliberativo da Universidade convenceram Holley para permanecer por mais um ano. O historiador de Kentucky, James Klotter, opinou que com a partida de Holley, "talvez a melhor chance do estado para uma Universidade de classe mundial havia passado".

### Transição e legado de governo
As numerosas controvérsias do mandato de Desha severamente danificaram sua reputação. Harrison escreveu que um visitante em Kentucky comentou em 1825, "Desha é dito por alguns, possuidor de talentos, eu nunca encontrei nenhuma evidência". Harrison assinalou em 1828 "que muitos Kentuckianianos teriam concordado com essa avaliação".
Desha apoiou William T. Barry, o candidato para governador democrata-republicano, para sucedê-lo. Os primeiros relatórios mostraram Barry em vantagem sobre seu adversário, o Nacional-Republicano Thomas Metcalfe, mas relatórios posteriores mostraram que a margem final favoreceu Metcalfe. Desha além de não concordar com Metcalfe politicamente, também afirmava que ao governo deveria ir apenas um aristocrata refinado e educado. Embora Metcalfe fosse filho de um soldado da guerra revolucionária, seu apelido de "Martelo de pedra antiga" indicava seu orgulho no seu trabalho de pedreiro, que era considerado uma profissão comum.
Devido a uma peculiaridade constitucional, o mandato Metcalfe foi agendado para começar oito dias antes da expiração do de Desha. Este afirmou que Metcalfe não iria impedir ele de terminar seu mandato e ameaçou não desocupar a mansão do governador, até que seu mandato terminasse oficialmente. Há registros de Clark como a lenda que, após beber muito em uma taverna local, Metcalfe e alguns dos seus apoiantes formaram uma multidão e foram para a mansão do governador para expulsá-lo pela força. Matérias de jornais locais da época em vez disso informam que Desha saiu da mansão pacificamente sem intervenção de Metcalfe.

## Últimos anos e a morte

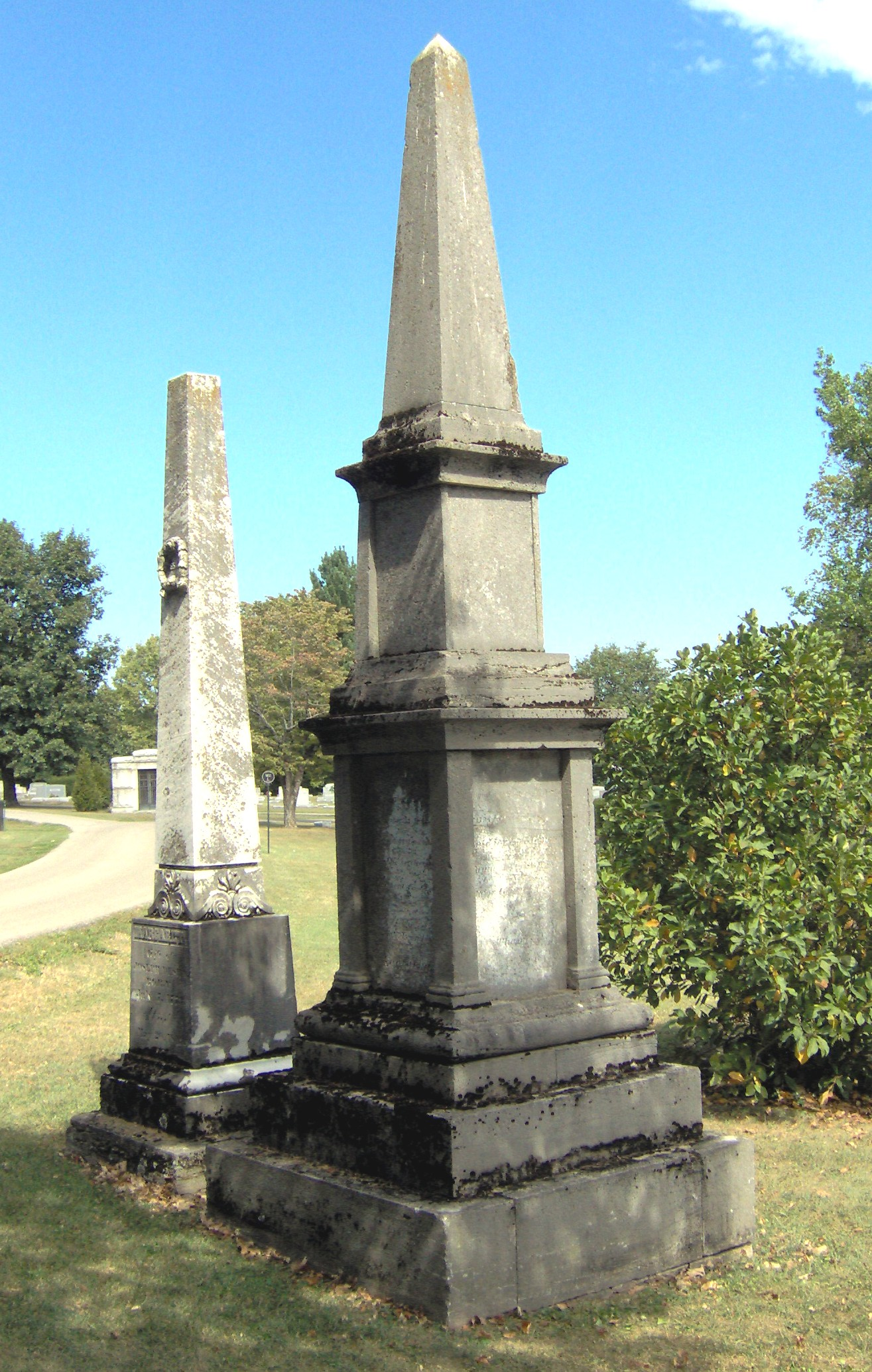
Sepulturas de Desha e sua esposa no cemitério de Georgetown

Ao término de seu mandato como governador Desha retirou-se da vida pública e foi para sua fazenda no Condado de Harrison. Durante os últimos anos de sua vida, Desha e sua esposa Margaret mudaram-se para Georgetown no Kentucky, onde vivia seu filho médico. Desha morreu em sua casa em Georgetown no Kentucky, em 11 de outubro de 1842 e foi enterrado em sua propriedade. O estado ergueu um monumento em sua homenagem sobre seu túmulo. Em 1880 o corpo de Desha e o monumento foram removidos para o cemitério de Georgetown.